# Pfarrkirche Bad Loipersdorf

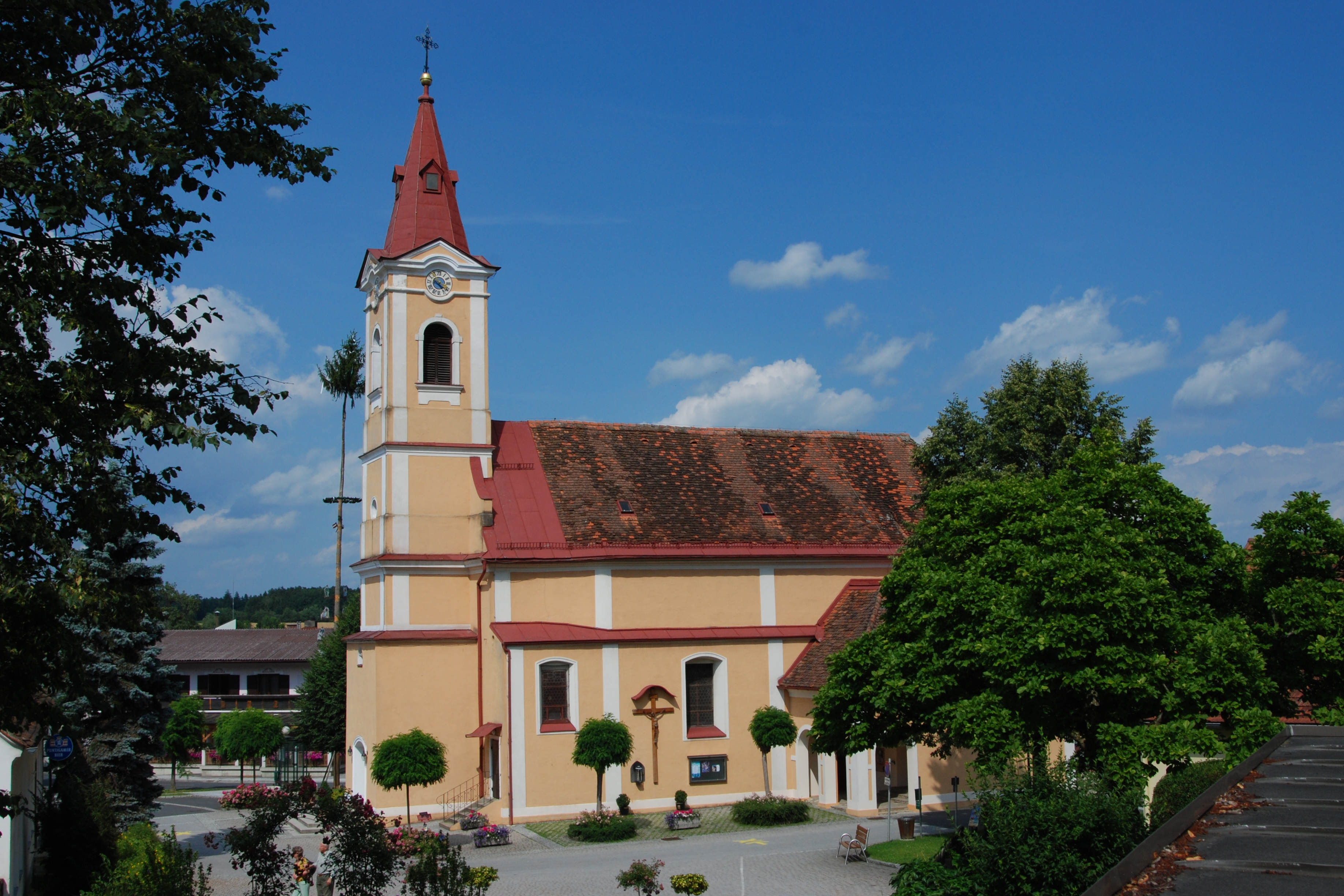
Katholische Pfarrkirche hl. Florian in Bad Loipersdorf

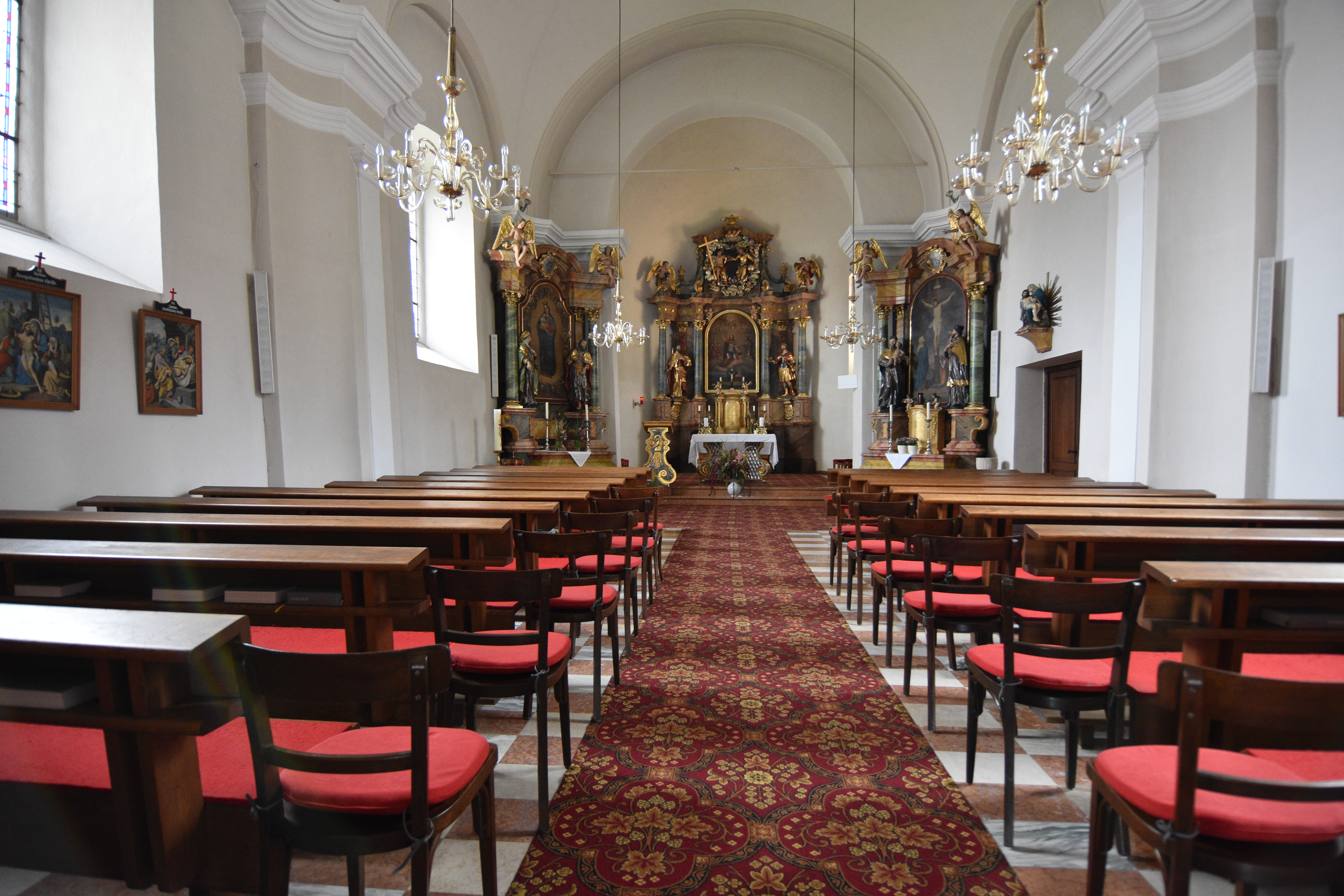
Langhaus, Blick zur Apsis

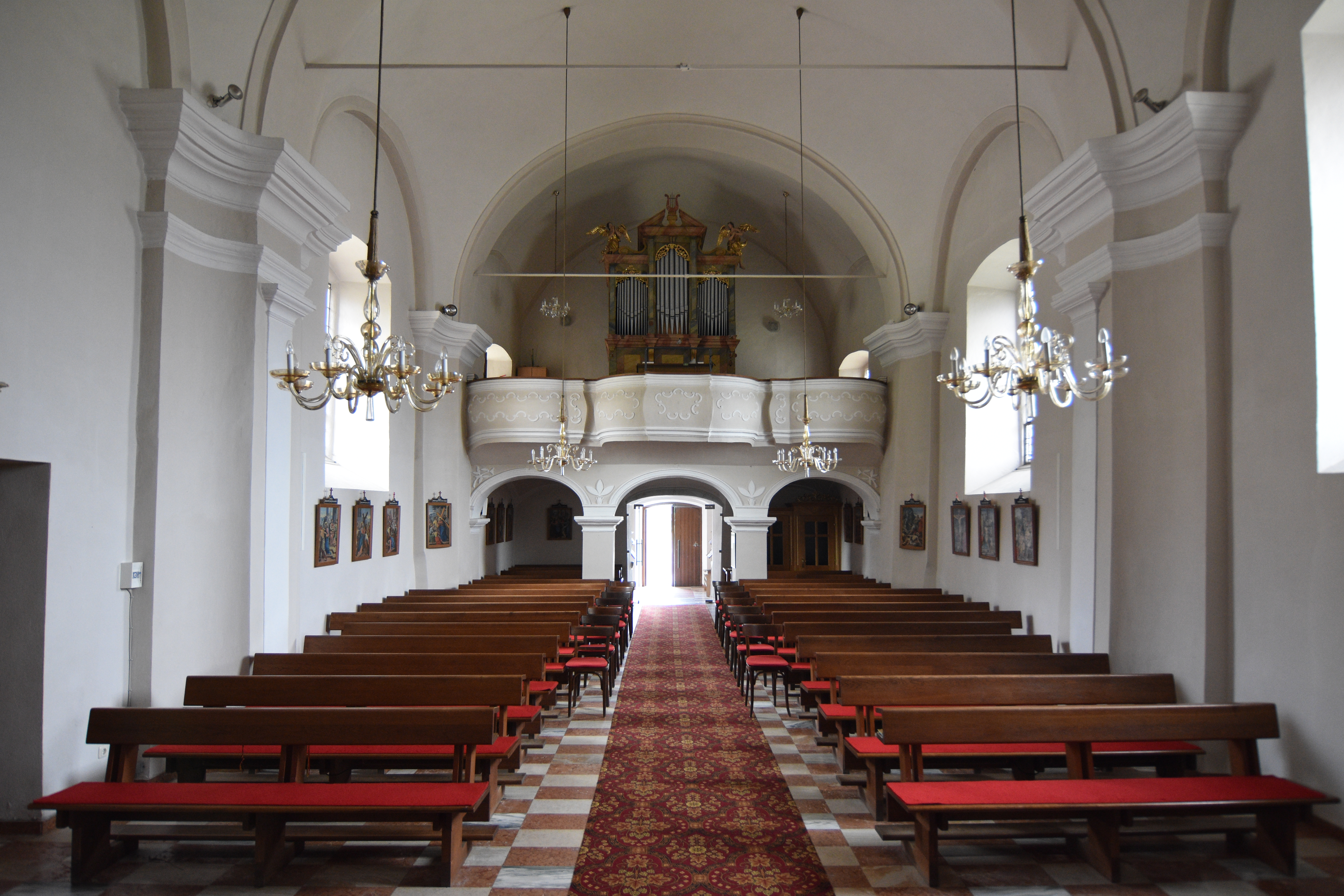
Langhaus, Blick zur Orgelempore

Die römisch-katholische Pfarrkirche Bad Loipersdorf steht in der Gemeinde Bad Loipersdorf im Bezirk Hartberg-Fürstenfeld in der Steiermark. Die dem Patrozinium des hl. Florian unterstellte Pfarrkirche gehört zur Region Oststeiermark (Dekanat Waltersdorf) in der Diözese Graz-Seckau. Die Kirche steht unter Denkmalschutz (Listeneintrag).

## Geschichte
Der erste Kirchenbau entstand wohl im 15. Jahrhundert. Im 16. Jahrhundert war die Kirche evangelisch. Die katholische Pfarre wurde 1790 gegründet.
1761 wurde ein barocker Neubau errichtet. 1798 wurden der Turm und das Langhausgewölbe wegen Einsturzgefahr abgetragen und neu errichtet. 1975 war eine Restaurierung.

## Architektur
Die Kirche mit Langhaus und Apsis hat einen vorgestellten quadratischen Turm vor der Westfront, der mehrfach einspringende Turm trägt einen erneuerten Spitzhelm.
Das Kircheninnere zeigt ein dreijochiges Langhaus, das Eingangsjoch ist gegen Westen schmäler. Die dreiachsige Orgelempore mit einer gebauchten Brüstung zeigt einfache Zier aus Stuck. Die eingezogene Apsis hat einen Halbrundschluss. Die Platzlgewölbe ruhen auf flachen Wandvorlagen.
Die Glasfenster entstanden 1934.

## Einrichtung
Die Einrichtung entstand um 1720. Der Hochaltar und der rechte Seitenaltar zeigen Bilder von August Kraus 1881. Die Seitenaltäre entstanden 1717 und wurden 1827 aus der Pfarrkirche Söchau hierher übertragen. Die barocke Kanzel mit einem hölzernen Verbindungsgang zur Sakristei wurde bei der Restaurierung 1975 entfernt.
Die Orgel entstand 1880.